# Gielniów
Gielniów ist eine Stadt sowie Sitz der gleichnamigen Stadt-und-Land-Gemeinde im Powiat Przysuski der Woiwodschaft Masowien, Polen. Sie erhielt zum 1. Januar 2024 ihr zum 13. Januar 1870 entzogenes Stadtrecht wieder.

## Verkehr
Die Ortschaften Bieliny und Zygmontów haben Haltepunkte an der Bahnstrecke Tomaszów Mazowiecki–Radom.

## Gemeinde
Zur Stadt-und-Land-Gemeinde Gielniów gehören folgende 19 Ortschaften mit einem Schulzenamt:
Antoniów
Bieliny
Brzezinki
Drynia (Stużańska)
Gałki
Gielniów
Goździków
Huta
Jastrząb
Kotfin
Mechlin
Marysin
Rozwady
Snarki
Sołtysy
Stoczki
Wywóz
Zielonka
Zygmuntów

## Persönlichkeiten
- Ladislaus von Gielniów (1440–1505), polnischer Bernhardinermönch und Dichter; Patron von Polen, Litauen und Warschau.